# سون منگشین
سون منگشین (انگلیسی: Sun Mengxin؛ زادهٔ ۸ آوریل ۱۹۹۳) بازیکن بسکتبال زن اهل چین است. وی در بازی‌های المپیک تابستانی ۲۰۱۶ شرکت کرده‌است.